# Paltenu, Argeș
Paltenu este un sat în comuna Șuici din județul Argeș, Muntenia, România.